# Oberonia mucronata
Oberonia mucronata är en orkidéart som först beskrevs av David Don, och fick sitt nu gällande namn av Paul Ormerod och Gunnar Seidenfaden. Oberonia mucronata ingår i släktet Oberonia och familjen orkidéer. Inga underarter finns listade i Catalogue of Life.

## Bildgalleri

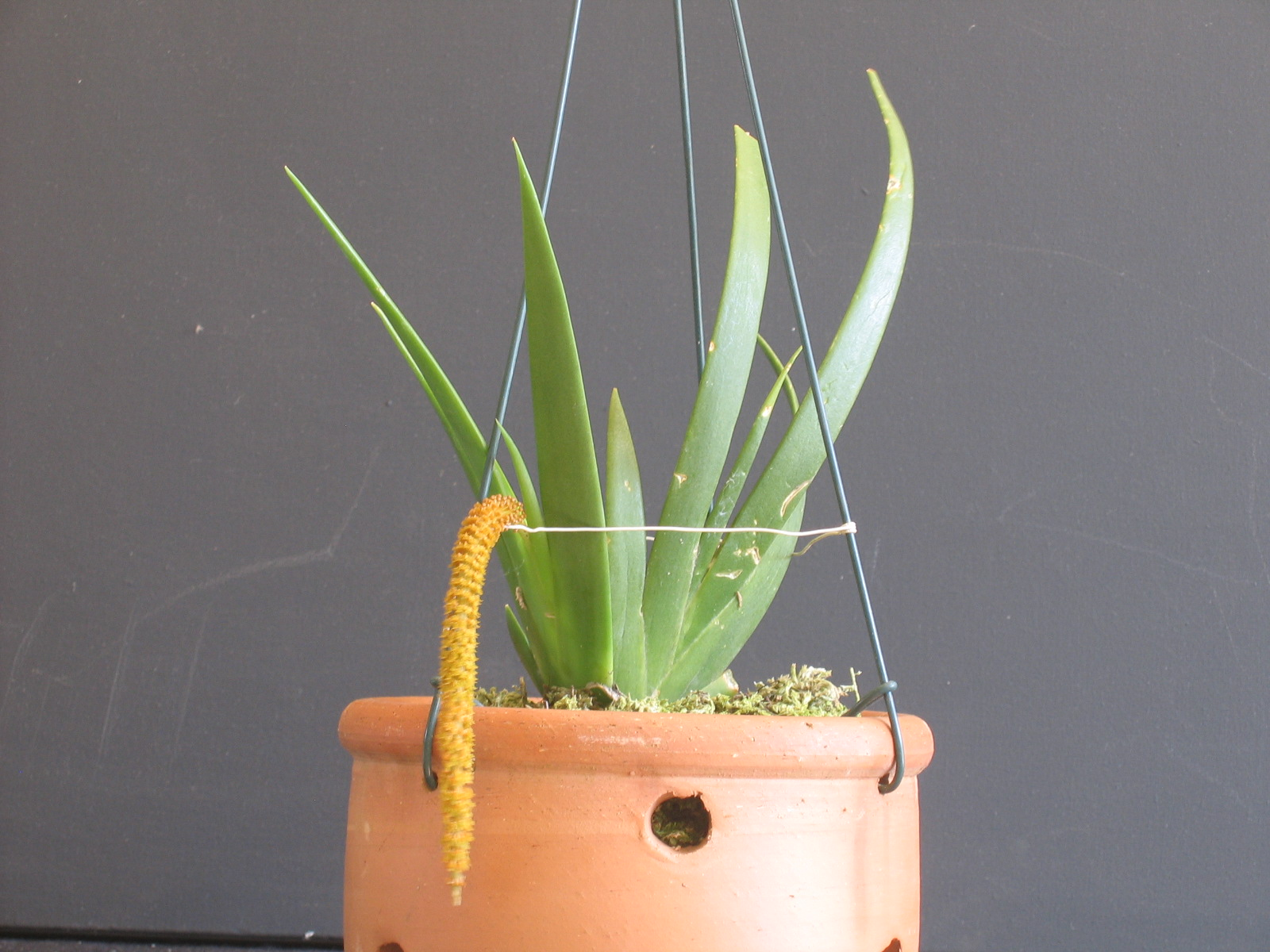
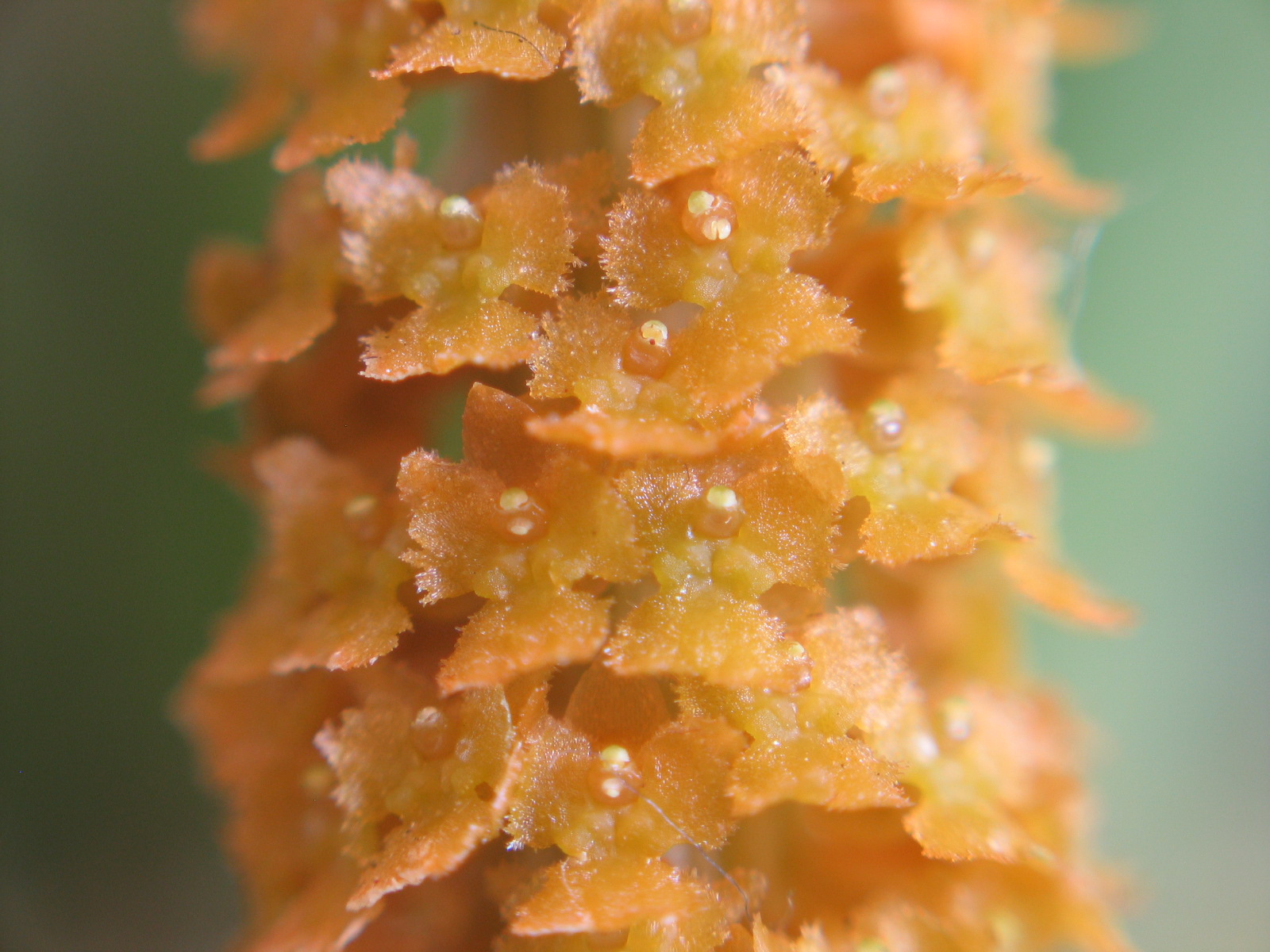
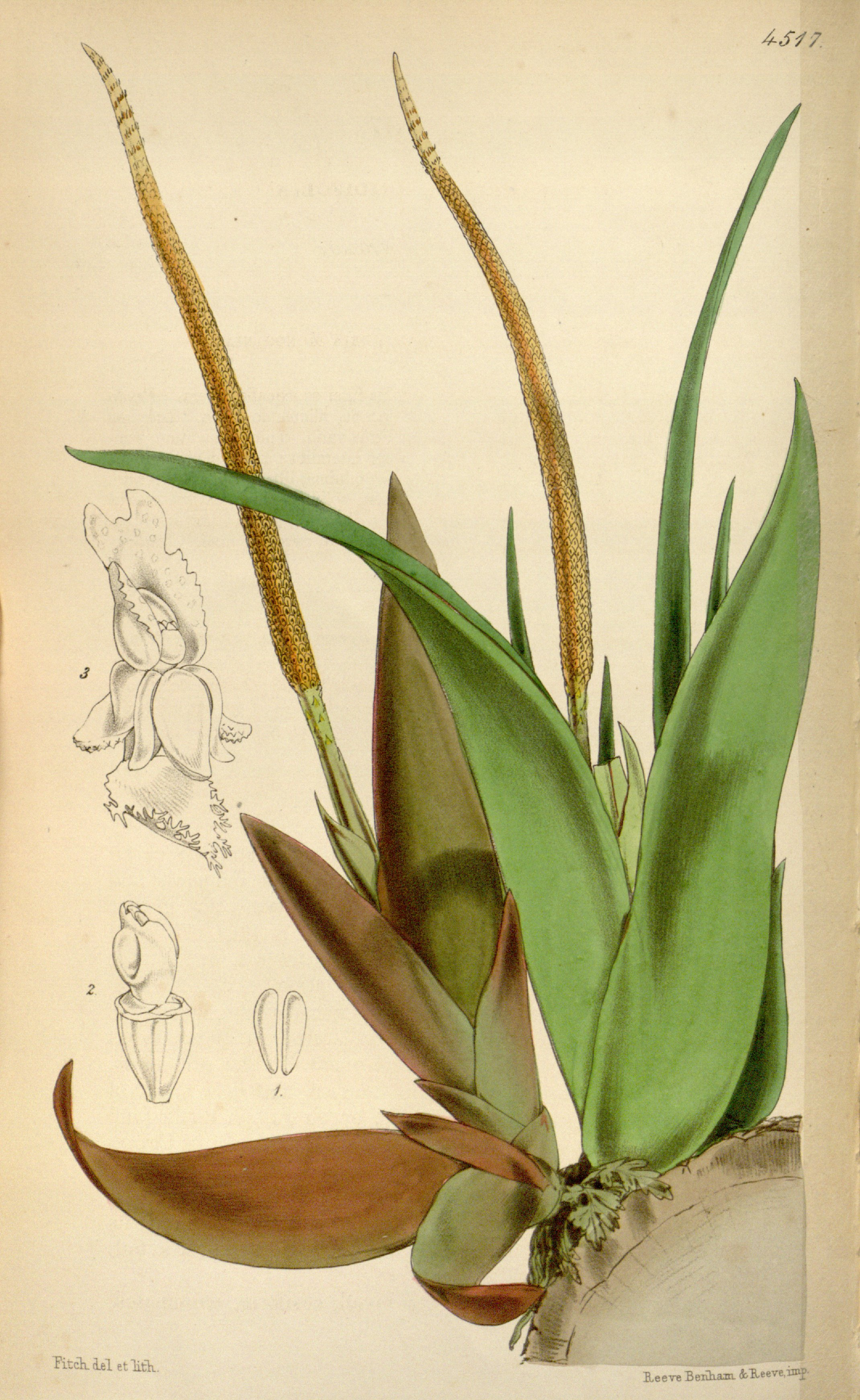